# 毛亨海姆
毛亨海姆是德国莱茵兰-普法尔茨州的一个市镇。总面积6.87平方公里，总人口997人，其中男性476人，女性521人（2011年12月31日），人口密度145人/平方公里。